# Welstandscommissie
De welstandscommissie (vroeger ook schoonheidscommissie) is in Nederland een onafhankelijke commissie die aan burgemeester en wethouders advies uitbrengt over het uiterlijk of de plaatsing van een bouwwerk of standplaats. De commissie bekijkt wanneer een aanvraag van een omgevingsvergunning (voor de activiteit bouwen) is ingediend, of deze in strijd is met redelijke eisen van welstand zoals in de Woningwet bepaald is. De commissie wordt door de gemeenteraad benoemd. Het is de commissie waarmee een indiener van een aanvraag te maken krijgt als deze wil bouwen, aan- of verbouwen. De commissie voert namens de gemeente de welstandszorg uit.

## Samenstelling en werkwijze
De welstandscommissie bestaat meestal uit architecten met een ambtelijk secretaris. Soms zijn er anderen dan architecten aan de commissie toegevoegd. Bij sommige gemeenten is de voorzitter geen architect, maar wel deskundig op het gebied van bouwen.
De commissie bekijkt hoe het bouwwerk eruit komt te zien, welke materialen gebruikt gaan worden, of het bouwwerk past in de bestaande omgeving, of bij andere bouwplannen in de omgeving en of het voldoende kwaliteit heeft. Overleg met de gemeentelijk stedenbouwkundige staat meestal los van het welstandsoverleg en gaat daaraan vooraf. In enkele gevallen is er gecombineerd overleg.
Het is de aanvrager toegestaan zijn plan aan de commissie toe te lichten. Naar aanleiding van het overleg kan de aanvrager het plan al of niet gewijzigd indienen. Overleg kan door de commissie worden gedelegeerd aan één of meer van de leden.
Na het overleg, indien door de aanvrager gewenst, brengt de welstandscommissie advies uit aan de gemeente, die in het algemeen dat advies opvolgt. Als de welstandscommissie negatief oordeelt of voorwaarden stelt, neemt ze hierover met de betreffende persoon of instelling contact op. Vaak volgt er overleg en past de indiener zijn plan aan.
Beoordeling door de welstandscommissie volgt uit het indienen van de bouwaanvraag. De gemeente vraagt het advies aan, dus men behoeft dat niet zelf te doen.
De vergaderfrequentie wisselt per gemeente. Vergaderingen zijn openbaar. De kosten van een welstandsadvies worden als leges in rekening gebracht. Indien een plan na overleg niet tot een indiening van een bouwaanvraag komt, maar wel is voorgelegd aan de welstandscommissie, worden er vaak geen kosten in rekening gebracht.
Tegen een advies van de welstandscommissie kan geen bezwaar gemaakt worden. Wel kan bezwaar worden gemaakt tegen de besluiten van de gemeente die uit dit advies voortvloeien. Een gemeente kan ook een andere deskundige om een second opinion vragen en op basis daarvan tot goedkeuring van het plan komen.

## Wetsvoorstel afschaffing verplichte toetsing door welstandscommissies
Eind 2008 stelde het kabinet voor dat gemeentes niet langer verplicht zouden moeten zijn om een welstandscommissie te hebben om bouwvergunningen te toetsen aan redelijke eisen van welstand. Voortaan zouden gemeenten zelf mogen bepalen hoe bouwplannen worden gecontroleerd. Door gemeenten zelf te laten beslissen hoe aan de welstandsnota wordt voldaan, hoopte het kabinet de procedures te versnellen. Tot op heden moet voor elke reguliere bouwvergunning nog advies worden gevraagd aan de welstandscommissie.
In het voorjaar van 2009 werd dit wetsvoorstel in de Tweede Kamer echter van de hand gewezen. De verantwoordelijk minister voor Wonen, Wijken en Integratie Eberhard van der Laan zegde toe een aangepast voorstel te formuleren, dat enerzijds recht deed aan de gewenste onafhankelijke advisering en anderzijds tegemoetkomt aan de wens om procedures te versnellen en de regeldruk te verminderen. De minister suggereerde bijvoorbeeld dat ambtenaren of gemandateerde leden van de welstandscommissie snel en slagvaardig advies konden uitbrengen, maar wel altijd onder de verantwoordelijkheid van een onafhankelijke, door de gemeenteraad benoemde commissie. Het kabinet wilde bovendien dat het welstandsbeleid deel gaat uitmaken van het bestemmingsplan. Daartegen had de Tweede Kamer veel minder bezwaar. De gemeente Boekel was de eerste gemeente in Nederland sinds 2004 zonder welstandscommissie.

## Ruimtelijke kwaliteit
Steeds vaker vragen gemeenten hun welstandscommissies (in Nijmegen en Roermond heeft men het over de Commissie Beeldkwaliteit) om advies over kwesties die verder gaan dan de architectuur. Advies over monumenten bijvoorbeeld, of over reclame-vergunningen. Ook wordt de deskundigheid van de welstandscommissie gebruikt voor overleg over nieuwe stedenbouwkundige plannen, bestemmingsplannen of de inpassing van (spoor)wegen in het landschap. Dergelijke commissies met een bredere taak worden vaak 'Commissie Ruimtelijke Kwaliteit en Erfgoed' genoemd.

Daarnaast wordt de commissie in sommige gemeenten ook betrokken bij klachten of handhavingsverzoeken op grond van een zogenoemd welstandsexces — een ernstige visuele aantasting van het straat- of stadsbeeld die in strijd wordt geacht met de redelijke eisen van welstand.

## Voetnoot
1. ↑  Informatie van de gemeente Boekel over bouwen en verbouwen[dode link]